# Rohali, Kameanka-Buzka
Rohali (în ucraineană Рогалі) este un sat în comuna Starîi Dobrotvir din raionul Kameanka-Buzka, regiunea Liov, Ucraina.

## Demografie
Componența lingvistică a localității Rohali
     Ucraineană (100%)
Conform recensământului din 2001, toată populația localității Rohali era vorbitoare de ucraineană (100%).